# テウヴォ・ロマン
テウヴォ・ロマン（Teuvo Loman）はフィンランドのヘルシンキ生まれのファッションデザイナー、美容師、モデル、歌手。元々スタイリストと美容師をしていた。テレビ番組の出演者には彼の手によるものも見られた。フィンランド独立記念日のパーティーの賓客達も彼のデザインの服を着用していたことがある。また、彼自身V.I.P. Seikkailu, W-tyyli, Levyraati, Bettina S, Ruben & Joonasといった多数のフィンランドのテレビ番組に出演している。
1988年にファーストアルバムを発売したが、単なるペット・ショップ・ボーイズの『ニューヨーク・シティ・ボーイ』のカヴァー"Helsinki City Boy"であった。2007年5月の次のシングル"Kari"はヨーロッパの"Carrie"の翻訳である。
彼は同性愛者であることによる差別を受けたと述べている。ロマンと彼の配偶者は脅迫を受け、異性愛者になるための精神医療中であるとさえ言った。その一方でイエローペーパーにしばしば彼が見られるので、それは「有名になるための努力」だという主張がある。